# 少齿黄芩
少齿黄芩（学名：Scutellaria oligodonta），为唇形科黄芩属下的一个植物种。